# 土井利久
土井 利久（どい としひさ）は、下総古河藩の第4代藩主。土井家宗家4代。

## 生涯
寛文6年（1666年）、第2代藩主・土井利隆の三男として生まれる。延宝元年（1673年）、第3代藩主の兄利重の死去により、土井家では継嗣問題が起こり分家独立していた弟の利益と利久が候補として上がるが、利益に不行跡が多く、また本家にいる利久擁立を求める声が多かったため、利重の養子となって家督を継いだ。しかし延宝3年（1675年）閏4月29日に死去した。享年10。
継嗣が無かったため、土井家は断絶の危機に立たされたが、祖父の利勝の功績などを江戸幕府より考慮されて、分家を継いでいた利益が7万石（古河藩領6万石と自身の1万石）に所領を削減された上で家督を継いだ。

## 系譜
父母
- 土井利隆（実父）
- 円光院 - 側室（実母）
- 土井利重（養父）